# Carla Capponi
Carla Capponi   (Roma, 7 de desembre de 1918 - Zagarolo, 24 de novembre de 2000) coneguda també com Elena i com La inglesina, va ser una  partisana i política italiana. Condecorada amb la Medalla d'or al valor militar per la seva actuació durant la Segona Guerra Mundial.

## Biografia
Nascuda a Roma en el si d'una família antifeixista de la petita burgesia, originaria de les Marques, va estudiar el batxillerat a l'institut clàssic Ennio Quirino Visconti, coincidint a la mateixa classe amb els futurs director de cinema Carlo Lizzani i el regidor municipal comunista Piero Della Seta. A la mort del seu pare (1940) en plena Segona guerra Mundial, es va veure obligada a abandonar els estudis de dret i a buscar feina per contribuir al pressupost familiar.
El 19 de juliol de 1943, després del devastador bombardeig del barri de San Lorenzo de Roma, quan es va dirigir al Policlinico a la recerca de la seva mare, s'hi va quedar com a voluntària. Posteriorment el seu apartament, davant del Fòrum de Trajà, es va convertir en lloc de reunions d'activistes que van participar en la defensa de Roma, com ara Gioacchino Gesmundo, Luciano Lusana, Adele Bei, Carla Angelini o Mario Leporatti. En una d'aquelles trobades va conèixer Rosario Bentivegna, un estudiant de medicina, tres anys més jove que ella, que més tard va ser el seu marit. I en el taller de l'escultor Nino Franchina, a la via Margutta, va conèixer l'activista Filiberto Sbardella, un dels líders de Bandiera Rossa (oficialment Movimento Comunista d'Italia).

### Guerra partisana
El matí del 9 setembre 1943, després de l'Armistici entre Itàlia i les forces aliades, l'exèrcit italià va quedar a la desbandada. Les forces de la Wehrmacht van prendre el comandament i això va provocar la revolta de la població civil. Carla Capponi, es va presentar a primera línia de foc, a prop de la Basílica de Sant Pau i, juntament amb un grup de dones del barri de la Garbatella, que distribuïen menjar als soldats italians, es van oferir a per lluitar, però les poques armes que tenien estaven reservades als homes i elles es van cuidar d'atendre els ferits. L'endemà, a mesura que les tropes nazis avançaven, es van retirar en direcció al passeig arqueològic. A Porta Capena, Carla Capponi, en ser testimoni de la destrucció d'un tanc italià, va travessar la carretera i va aconseguir rescatar el conductor, arrossegant-lo per les aixelles i, a estones, portant-lo a coll fins a casa seva, on la seva mare ja havia acollit altres dos soldats ferits.
Després de l'ocupació alemanya, Capponi es va afiliar al Partit Comunista Italià i va participar en la Resistència enquadrada en les files del GAP Centrale Carlo Pisacane, comandat per Rosario Bentivegna. A l'octubre, com que els companys dels GAP li van denegar l'ús de les armes —reservaven a les dones només funcions de suport— va robar la pistola d'un soldat feixista en un autobús abarrotat.
El seu bateig de foc va tenir lloc el 17 desembre 1943, en una acció a la via XXII Marzo  juntament amb Bentivegna, Mario Fiorentini i Lucia Ottobrini, en la qual va morir un oficial alemany. L'endemà, el mateix grup va col·locar una bomba a la sortida del cinema Barberini, freqüentat per soldats alemanys. L'acció va provocar la mort de vuit soldats i un nombre no especificat de ferits. En la confusió, Capponi i Ottobrini van ser aturades per les Shutztafel (SS) però en no semblar sospitoses, van ser alliberades i es van anar a refugiar entre els desplaçats del Traforo Umberto I.
El 26 de desembre, des del Lungotevere, per sobre de la via della Lungara, Mario Fiorentini, amb bicicleta, va llençar un artefacte explosiu contra l'entrada de la presó de Regina Coeli, mentre vint-i-vuiot soldats alemanys estaven ocupats amb el canvi de guàrdia. Capponi va cobrir l'acció, juntament amb Rosario Bentivegna, Franco di Lernia i Lucia Ottobrini. Set o vuit alemanys van morir en l'atemptat, a més d'un nombre indeterminat de ferits.
Després del desembarcament d'Anzio (22 gener 1944), Capponi va ser enviada, amb tota la seva formació, a la zona VIII (Prenestino, Torpignattara, Quadraro, Centocelle, Quarticciolo), passant així a la plena clandestinitat, amagada i dormint a les barraques de la Borgata Gordiani. Va tornar a l'acció al centre de Roma a principis de març.
El 3 gener 1944, durant la confusió i desconcert que havia provocat l'assassinat de Teresa Gullace, embarassada i mare de cinc fills, per un soldat nazi, quan intentava parlar amb el seu marit, detingut pels alemanys, Carla Capponi va treure la pistola i va apuntar a l'assassí, però es va veure rodejada d'altres dones i una companya del GAP, Marisa Musu, va tenir l'astúcia de prendre-li l'arma i posar-li a la butxaca un carnet feixista, Un cop a la caserna, després de la batuda, va ser capaç de convèncer l'oficial italià, col·laboracionista dels nazis, que ella no tenia res a veure amb els fets, i les deixen en llibertat. El 9 gener, Capponi va fer saltar pels aires un camió cisterna alemany, a prop del Colosseu.

#### L'atemptat de la via Rasella i els esdeveniments posteriors
El 23 de març de 1944, els GAP centrals, sota el comandament de Carlo Salinari (Spartaco) i Franco Calamandrei (Cola), van dur a terme el seu atac més important a la Via Rasella durant el trànsit d'una companyia alemanya en equipament de batalla del 1r batalló del regiment de policia «Bozen», compost per 156 homes . L'acció va començar amb l'explosió d'una bomba de trinitotoluè (TNT) transportada en un carret de la neteja urbana i detonada per Rosario Bentivegna. Carla Capponi és trobava a prop amb un impermeable que va donar al seu company perquè es canviés ràpidament abans de marxar. Els altres 10 membres dels GAP que hi van participar van dur a terme foc de cobertura amb bombes de morter Brixia. L'atac i la posterior resposta alemanya va provocar la mort immediata de 32 soldats alemanys i en van ferir aproximadament 110 més (una altra víctima va morir a l'hospital l'endemà i algunes altres en els dies següents). Els membres dels GAP no van patir pèrdues.
Com a represàlia per la mort dels 33 soldats del "Bozen", Herbert Adolf Kappler, cap de les forces alemanys de seguretat de Roma, va ordenar una dura represàlia, amb l'afusellament massiu de 335 presoners italians i altres persones aleatòries. (10 per cada alemany, més 5), gairebé tots civils, en el fet conegut com la Massacre de les Fosses Ardeatines; entre els assassinats hi havia els membres dels GAP Gioacchino Gesmundo, Valerio Fiorentini i Umberto Scattoni, que havien estat detinguts anteriorment. La notícia es va donar després que s'hagués dut a terme la matança. Antonello Trombadori, tancat a la presó de Via Tasso, es va salvar perquè estava hospitalitzat a la infermeria de la presó. Kappler va ser jutjat per un tribunal militar i condemnat a cadena perpètua tot i que el 1977 es va fugar de la presó.
Pel que fa a l'atac de Via Rasella, nombroses sentències de la postguerra el van qualificar com un acte legítim de guerra.
A finals d'abril de 1944, la traïció de Guglielmo Blasi va provocar la captura d'un gran nombre de partisans a les presons alemanyes de via Tasso. Capponi i Bentivegna es van unir a les formacions partisanes del sud de Roma, i van actuar a la zona de Casilina-Prenestina, darrere del front alemany de Cassino. La Capponi va ser la comandant adjunta de la unitat partisana, que va operar entre Valmontone, Zagarolo i Palestrina, amb el rang de capitana.

### Postguerra
Després de l'alliberament de Roma pels aliats, (juny 1944), Capponi va abandonar la clandestinitat. Va ser condecorada amb la Medalla d'or al valor militar. El 22 de setembre de 1944, es va casar amb Rosario Bentivegna i el 1945 va néixer la seva filla Elena, que més tard va narrar les gestes dels seus pares i va morir el 2015.
El 1953 va ser elegida diputada a les llistes del PCI; Es va tornar a presentar el 1972 a la circumscripció de Roma, i va obtenir el nombre més alt de preferències a la llista després d'Enrico Berlinguer. El 1974 es va divorciar de Bentivegna, amb qui sempre va mantenir una bona relació. Bentivenga va morir el 2012.
Uns mesos abans de la seva mort va publicar les memòries Con cuore di donna. Va ser membre del Comitè de Presidència de l'ANPI fins que va morir l'any 2000; el cos va ser incinerat i inicialment enterrat al cementiri de Verano. El 2014, la seva filla Elena (que va morir l'any següent), en no haver obtingut la possibilitat d'enterrar junts els seus pares al Cementiri no catòlic de Roma (Testaccio) tal com ells havien desitjat, com a segona opció, va disposar que llurs cendres fossin escampades al riu Tíber.

## Honors
- Medalla d'or al valor militar.

| «                                     | Partisana voluntària es va atribuir l'honor d'haver protagonitzat les més heroiques gestes durant la fustigació sense quarter que el seu grup d'avantguarda va sotmetre l'enemic niat en els límits de la ciutat de Roma. Amb les armes a la mà, la primera entre els primers, va participar en nombroses accions, distingint-se de manera superba per la seva serenitat, valentia i sang freda durant les accions contra l'adversari i el seu esperit de sacrifici envers els companys en perill. Nomenada vicecomandat d'una formació partisana, va guiar amb audàcia els companys a la lluita cruenta, desarticulant per tot arreu l'enemic i deixant atònit i admirat el país davant de tanta valentia. Malgrat que va emmalaltir greument, no va defallir en la lluita fins a aconseguir la recuperació dels drets i les llibertats perdudes. Exemple admirable per a civils i militars, virtuts dignes del tradicional l'heroisme femení del Risorgimento italià. | » |
| — Roma, 8 setembre 1943 - 6 juny 1944 | |   |